# Manitou (Manitoba)
Pour les articles homonymes, voir Manitou (homonymie).
Manitou est une petite ville au sud-ouest du Manitoba, au Canada.
Manitou est connue pour l'activiste sociale canadienne Nellie McClung qui y habitait.
Elle a un journal hebdomadaire, The Western Canadian.

## Démographie
| 2001 | 2006 | 2011 | 2016 |
| ---- | ---- | ---- | ---- |
| 775  | 718  | 818  | 840  |